# Fomesafen
Fomesafen ist ein selektives Herbizid aus der Gruppe der Diphenylether-Herbizide und wird hauptsächlich zur Bekämpfung von breitblättrigen Unkräutern eingesetzt.
Fomesafen wirkt als Hemmstoff der Protoporphyrinogen-Oxidase, einem Enzym, das für die Synthese von Chlorophyll essenziell ist. Durch diese Hemmung wird die Bildung von Protoporphyrin IX in den Pflanzenzellen gefördert, welches in Gegenwart von Licht und Sauerstoff zur Lipidperoxidation führt und somit die Zellmembran irreversibel schädigt. Dies äußert sich in Verfärbung (Chlorose) und Welken (Desikkation) der Pflanzen.
In Europa besteht keine Zulassung.